# Nenad Milić
Nenad Milić (en serbe cyrillique : Ненад Милић ; né le 22 juin 1962 à Belgrade) est un homme politique serbe. Il est vice-président du Parti libéral-démocrate (LDP) et député à l'Assemblée nationale de la république de Serbie.

## Parcours
Nenad Milić sort diplômé de la faculté de droit de l'université de Belgrade. De 1996 à 1998, il est inspecteur au ministère de l'Intérieur et, de 1997 à 2001, secrétaire de la municipalité de Rakovica. De 2000 à 2002, il est membre de la Commission électorale de la république de Serbie et, de 2001 à 2002, chef de cabinet du président du gouvernement de la Serbie. Entre 2002 et 2004, il est vice-ministre de l'Intérieur.
Sur le plan politique, Nenad Milić est issu de l'Opposition démocratique de Serbie (DOS), à laquelle il a apporté ses conseils juridiques. Il est aujourd'hui vice-président du Parti libéral-démocrate (LDP).
Pour les élections législatives du 21 janvier 2007, le LDP forme une coalition avec l’Alliance civique de Serbie, la Ligue des sociaux-démocrates de Voïvodine et l’Union sociale-démocrate. L'alliance remporte 5,31 % des suffrages et obtient 15 sièges sur 250 à l'Assemblée nationale de la république de Serbie ; Nenad Milić est élu député à l'Assemblée nationale de la république de Serbie.
Aux élections législatives anticipées de 2008, le parti s’associe avec le Parti démocrate-chrétien de Serbie de Vladan Batić et présente une liste de 250 candidats. Il obtient 216 902 voix, soit 5,24 % des suffrages et envoie 13 représentants à l'Assemblée parmi lesquels figure Nenad Milić.
Aux élections législatives de 2012, Čedomir Jovanović, le président du LDP, forme la coalition politique Preokret,, qui obtient 6,53 % des suffrages et 19 députés, ce qui vaut à Nenad Milić d'être élu une nouvelle fois à l'Assemblée.
À l'assemblée, il est vice-président du groupe parlementaire du LDP et participe aux travaux de la Commission de la défense et des affaires intérieures et à ceux de la Commission de contrôle des services de sécurité ; en tant que suppléant, il participe aussi à ceux de la Commission des questions administratives, budgétaires, des mandats et de l'immunité.

## Vie privée
Nenad Milić est divorcé et père de deux enfants.